# Даг Браун
Даг Браун (англ. Doug Brown, нар. 12 червня 1964, Саутборо) — колишній американський хокеїст, що грав на позиції крайнього нападника.
Його молодший брат Грег також був професійним хокеїстом.
Володар Кубка Стенлі. Провів понад 900 матчів у Національній хокейній лізі.

## Ігрова кар'єра
Хокейну кар'єру розпочав 1986 року виступами за команду «Мен Марінерс» в АХЛ.
Протягом професійної клубної ігрової кар'єри, що тривала 16 років, захищав кольори команд «Нью-Джерсі Девілс», «Піттсбург Пінгвінс» та «Детройт Ред-Вінгс».
Загалом провів 963 матчі в НХЛ, включаючи 109 ігор плей-оф Кубка Стенлі.
Виступав у складі національної збірної США брав участь у чемпіонатах світу 1986, 1989, 1991 та 2001, а також Кубку Канади 1991 року.

## Нагороди та досягнення
- Володар Кубка Стенлі в складі «Детройт Ред-Вінгс» — 1997, 1998.

## Статистика
| Сезон        | Клуб                 | Ліга         | Регулярний сезон | Регулярний сезон | Регулярний сезон | Регулярний сезон | Регулярний сезон | Плей-оф | Плей-оф | Плей-оф | Плей-оф | Плей-оф |
| Сезон        | Клуб                 | Ліга         | І                | Г                | П                | О                | ШХ               | І       | Г       | П       | О       | ШХ      |
| ------------ | -------------------- | ------------ | ---------------- | ---------------- | ---------------- | ---------------- | ---------------- | ------- | ------- | ------- | ------- | ------- |
| 1986–87      | «Мен Марінерс»       | АХЛ          | 73               | 24               | 34               | 58               | 15               | —       | —       | —       | —       | —       |
| 1986–87      | «Нью-Джерсі Девілс»  | НХЛ          | 4                | 0                | 1                | 1                | 0                | —       | —       | —       | —       | —       |
| 1987–88      | «Ютіка Девілс»       | АХЛ          | 2                | 0                | 2                | 2                | 2                | —       | —       | —       | —       | —       |
| 1987–88      | «Нью-Джерсі Девілс»  | НХЛ          | 70               | 14               | 11               | 25               | 20               | 19      | 5       | 1       | 6       | 6       |
| 1988–89      | «Ютіка Девілс»       | АХЛ          | 4                | 1                | 4                | 5                | 0                | —       | —       | —       | —       | —       |
| 1988–89      | «Нью-Джерсі Девілс»  | НХЛ          | 63               | 15               | 10               | 25               | 15               | —       | —       | —       | —       | —       |
| 1989–90      | «Нью-Джерсі Девілс»  | НХЛ          | 69               | 14               | 20               | 34               | 16               | 6       | 0       | 1       | 1       | 2       |
| 1990–91      | «Нью-Джерсі Девілс»  | НХЛ          | 58               | 14               | 16               | 30               | 4                | 7       | 2       | 2       | 4       | 2       |
| 1991–92      | «Нью-Джерсі Девілс»  | НХЛ          | 71               | 11               | 17               | 28               | 27               | —       | —       | —       | —       | —       |
| 1992–93      | «Ютіка Девілс»       | АХЛ          | 25               | 11               | 17               | 28               | 8                | —       | —       | —       | —       | —       |
| 1992–93      | «Нью-Джерсі Девілс»  | НХЛ          | 15               | 0                | 5                | 5                | 2                | —       | —       | —       | —       | —       |
| 1993–94      | «Піттсбург Пінгвінс» | НХЛ          | 77               | 18               | 37               | 55               | 18               | 6       | 0       | 0       | 0       | 2       |
| 1994–95      | «Детройт Ред-Вінгс»  | НХЛ          | 45               | 9                | 12               | 21               | 16               | 18      | 4       | 8       | 12      | 2       |
| 1995–96      | «Детройт Ред-Вінгс»  | НХЛ          | 62               | 12               | 15               | 27               | 4                | 13      | 3       | 3       | 6       | 4       |
| 1996–97      | «Детройт Ред-Вінгс»  | НХЛ          | 49               | 6                | 7                | 13               | 8                | 14      | 3       | 3       | 6       | 2       |
| 1997–98      | «Детройт Ред-Вінгс»  | НХЛ          | 80               | 19               | 23               | 42               | 12               | 9       | 4       | 2       | 6       | 0       |
| 1998–99      | «Детройт Ред-Вінгс»  | НХЛ          | 80               | 9                | 19               | 28               | 42               | 10      | 2       | 2       | 4       | 4       |
| 1999–00      | «Детройт Ред-Вінгс»  | НХЛ          | 51               | 10               | 8                | 18               | 12               | 3       | 0       | 1       | 1       | 0       |
| 2000–01      | «Детройт Ред-Вінгс»  | НХЛ          | 60               | 9                | 13               | 22               | 14               | 4       | 0       | 0       | 0       | 2       |
| Усього в НХЛ | Усього в НХЛ         | Усього в НХЛ | 854              | 160              | 214              | 374              | 210              | 109     | 23      | 23      | 46      | 26      |